# Dongfeng Nammi
Dongfeng Nammi ist ein Unternehmen der Dongfeng Group, das die Entwicklung von Elektroautos, Internetwerbung und neuen Serviceerfahrungen integriert.

## Geschichte
Dongchuang Zilian (Wuhan) New Energy Technology Co., Ltd wurde 2020 gegründet. Im Jahr 2022 wurden der Dongfeng Nano Box und der EX1 Pro auf den Markt gebracht. Die offizielle Einführung der Marke Nammi zusammen mit ihrem ersten Fahrzeug, dem Nammi 01, erfolgte im August 2023. Im Juni 2024 wurde auch eine Vermarktung in Europa angekündigt. Der Verkauf startete hier zunächst in der Schweiz und in Norwegen.

## Fahrzeuge

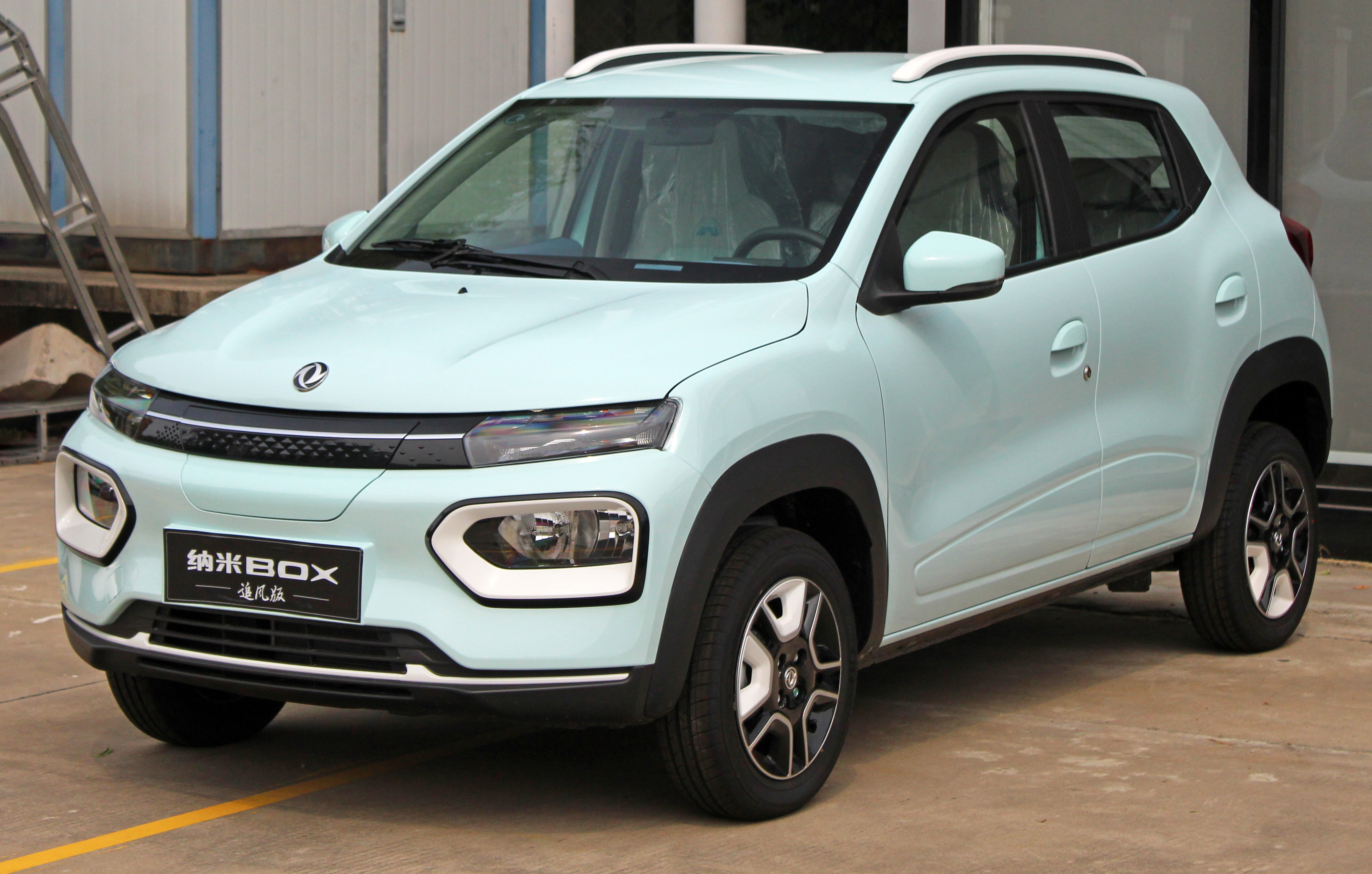
Dongfeng Nano Box
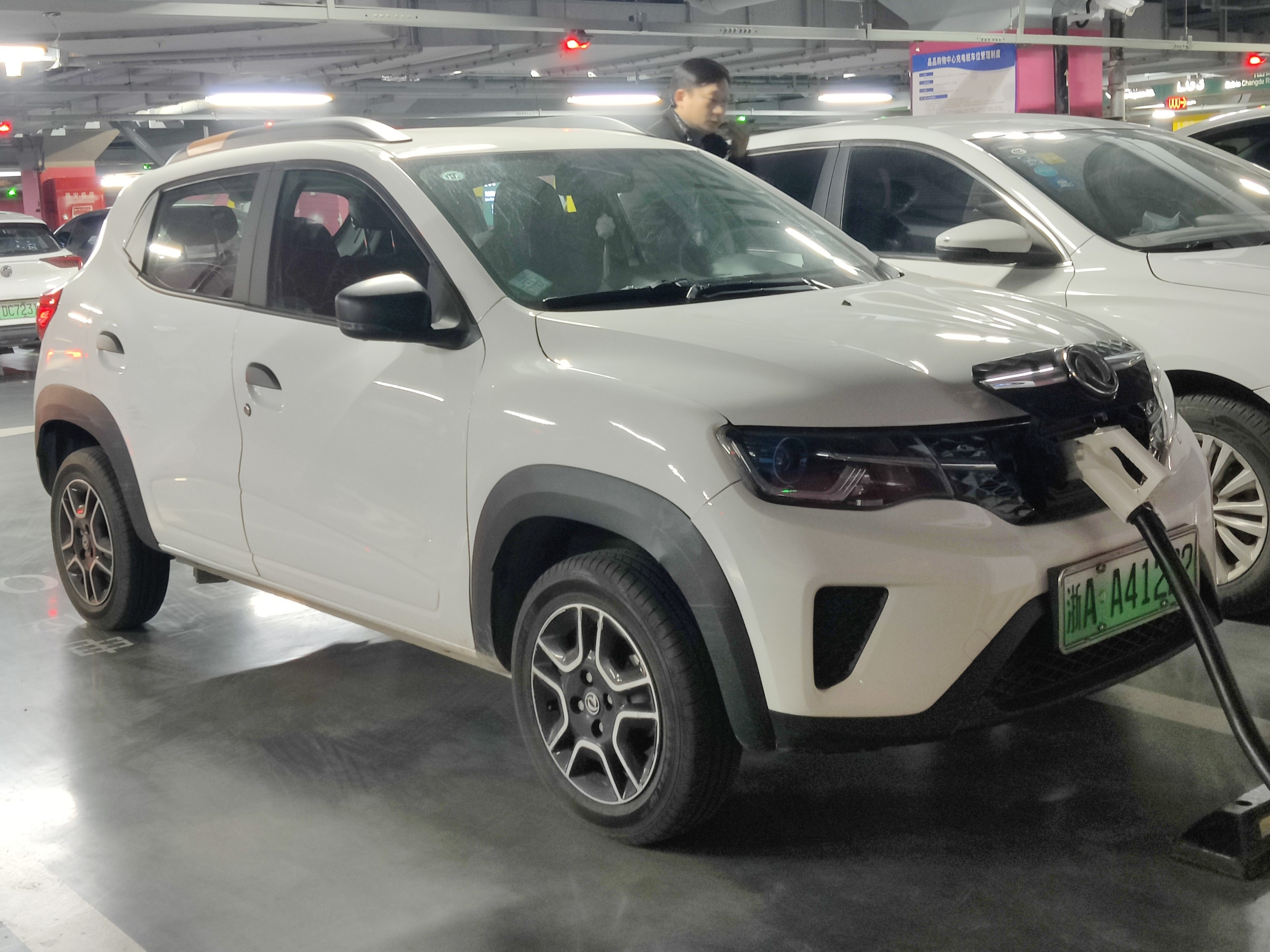
Dongfeng EX1 Pro
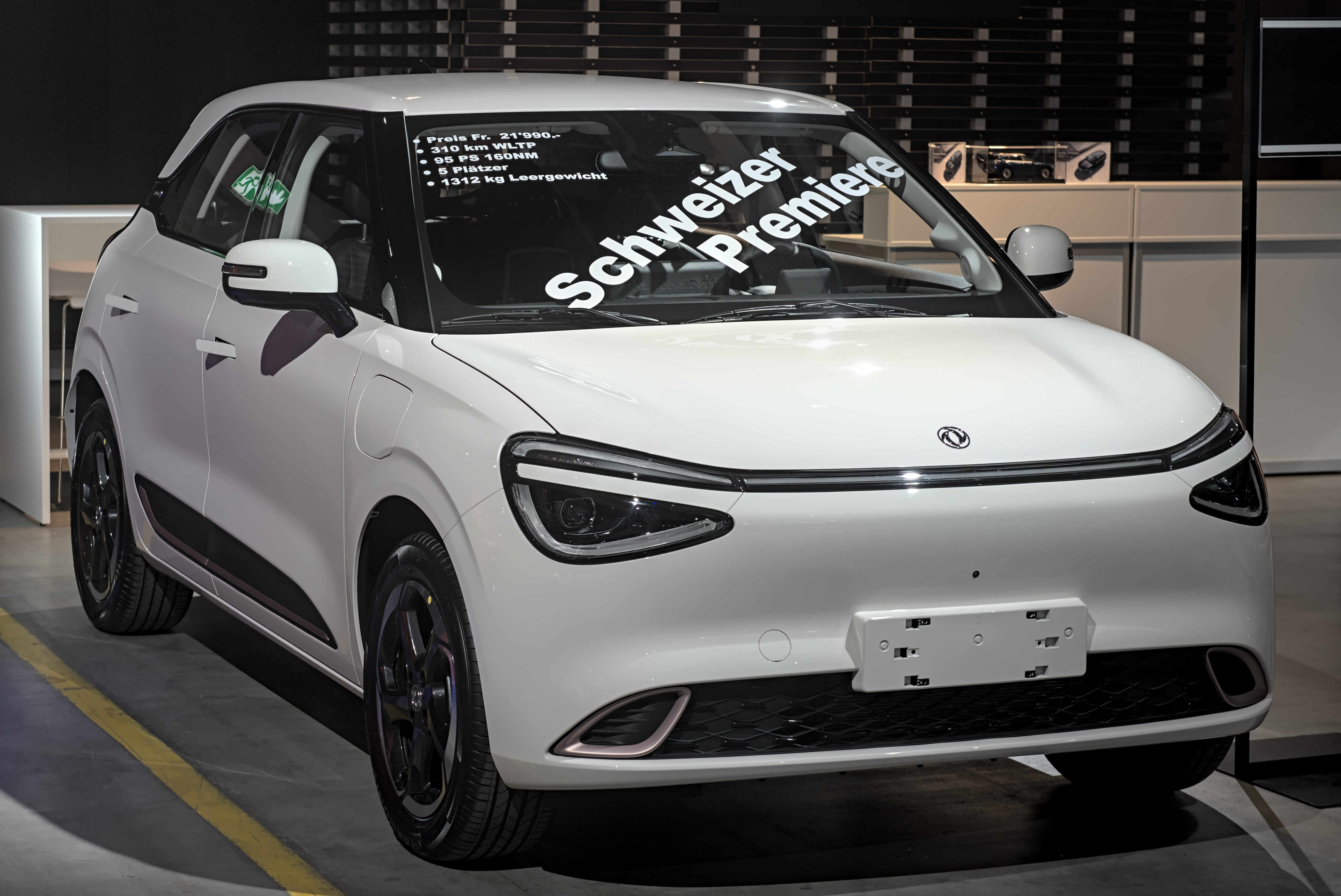
Dongfeng Nammi 01, in Europa Nammi Box
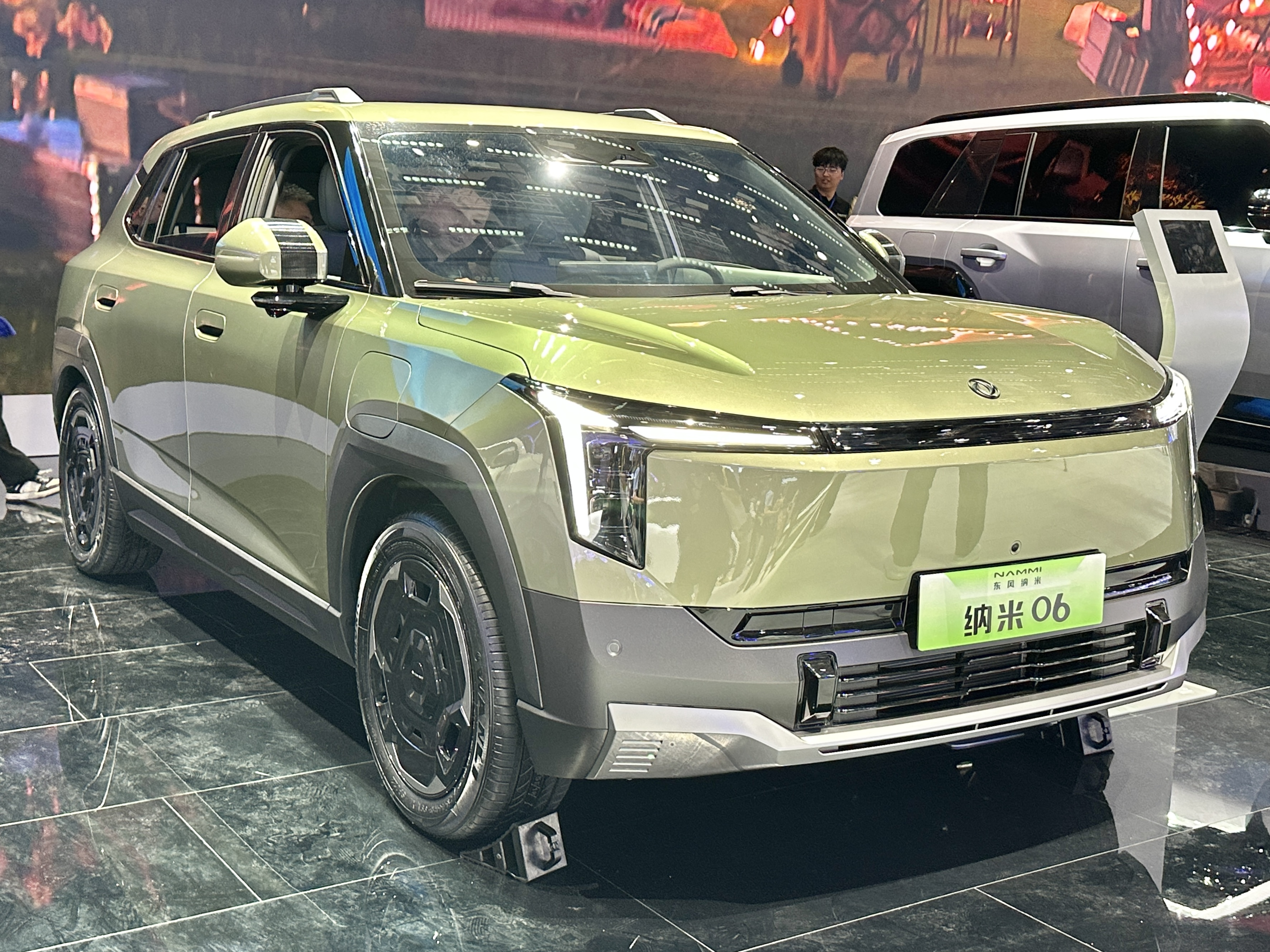
Dongfeng Nammi 06